# Fontaine Ballainvilliers
La fontaine ballainvilliers est une fontaine située dans le centre-ville de Riom en Auvergne, place de la Fédération, devant la basilique Saint-Amable.

## Historique
La fontaine a été construite en 1764 à l'initiative de l'intendant de la généralité de Riom, Bernard de Ballainvilliers.
L'inscription côté sud, en haut, de la fontaine permet de savoir qu'elle a été construite par Philibert Chaper, fontainier à Clermont-Ferrand, sous la direction de l'architecte Claude-François Legay (1728-1803) et sous le contrôle du consul Vissac :
Chaper aquilex struxit 
Legay architecto direxit 
Vissac ædilis inspexit 
3,000 libris constitit.
Le père mariste Jean Bonnet a dénombré 62 fontaines en 1796 dans une étude sur les Fontaines riomoises.

## Protection
La fontaine Ballainvilliers a été inscrite au titre des monuments historiques en 1927.